# 삼정고속관광
주식회사 삼정고속관광(영어: Samjung Express Tour)은 경기도 화성시 태안로 385-29 (황계동)에 본사를 둔 관광버스 업체이다.

## 연혁
- 1989년 6월 20일: 회사 설립[1]